# Manžel na zkoušku
Manžel na zkoušku (v anglickém originále Overboard) je americký romantický komediální film z roku 2018. Režie se ujal Rob Greenberg, který také spolupracoval na scénáři s Bobem Fisherem a Leslie Dixon. Ve snímku hrají hlavní role Eugenio Derbez, Anna Faris, Eva Longoria, John Hannah a Swoosie Kurtz. Film je remakem filmu z roku 1987 Přes palubu. Ve Spojených státech měl premiéru dne 4. července 2018 a v České republice o den déle.

## Děj
Rozmazlený playboy z bohaté mexické rodiny skončí s amnézií, poté co spadne ze své jachty. Svobodná, pracující matka ho přesvědčí, že jsou svoji.

## Obsazení
- Eugenio Derbez jako Leonardo Montenegro
- Anna Faris jako Kate Sullivan
- Eva Longoria jako Theresa
- Mel Rodriguez jako Bobby
- Hannah Nordberg jako Emily Sullivan
- Alyvia Alyn Lind jako Olivia Sullivan
- Payton Lepinski jako Molly Sullivan
- Fernando Luján jako Papi
- Cecilia Suárez jako Magdalena Montenegro
- Mariana Treviño jako Sofia Montenegro
- John Hannah jako Colin
- Swoosie Kurtz jako Grace Sullivan
- Josh Segarra jako Jason
- Jesús Ochoa jako Vito
- Omar Chaparro jako Burro
- Adrian Uribe jako Burrito
- Javier Lacroix jako kuchař

## Produkce
V březnu roku 2017 bylo oznámeno, že Anna Faris a Eugenio Derbez si zahrají v remaku filmu z roku 1987 Přes palubu. Hlavní role jsou však opačné od původního filmu. Natáčení bylo zahájeno ve Vancouveru v květnu roku 2017.

## Vydání
Původní premiérové datum filmu bylo stanoveno na 20. dubna 2018, později bylo přesunuto na 13. dubna 2018. Nakonec měl film premiéru ve Spojených státech dne 4. července a v České republice o den déle.